# Ariwara no Narihira
En aquest nom japonès, el cognom és Ariwara.
Ariwara no Narihira (japonès: 在原 業平; 825- 9 de juliol de 880) fou un poeta aristòcrata japonés. Fou un dels sis poetes de l'estil yamato-uta esmentats en el prefaci de Kokin Wakashū per Ki no Tsurayuki i també com l'heroi d’Els contes d'Ise, ja que el protagonista era un personatge comú a qui se li atribuïren les seues aventures romàntiques a Narihira.
Era el cinqué fill del príncep Abo, fill de l'emperador Heizei. Sa mare, la princesa Ito, era filla de l'emperador Kammu; per tant, això l'unia a la línia del jerarca tant per part de mare com de pare. Al costat dels seus germans, fou relegat a una vida de civil comú, i rebé un nou nom de clan, Ariwara.
Tot i que pertanyia al llinatge més noble, la seua vida política no fou remarcable, sobretot sota el règim de l'emperador Montoku. Durant els seus 30 anys de poder, Narihira no fou promogut a un rang superior dins de la cort. Aquest fet probablement es degué a un escàndol que el relacionava amb Fujiwara no Takaiko i una dama consort imperial. Tots dos afers es relaten en Els Contes d'Ise.